# The Triflers (film fra 1920)
The Triflers er en amerikansk stumfilm fra 1920 af Christy Cabanne.

## Medvirkende
- Edith Roberts som Janet Randall
- David Butler som Cassidy
- Forrest Stanley som Monte Moreville
- Benny Alexander som Rupert Holbrook
- Katherine Kirkham som Mrs. Holbrook
- Arthur Shirley som Mr. Holbrook
- Arthur Hoyt som Charles Lewiston
- Lillian Langdon
- Frederick Vroom
- Nell Craig som Mrs. Whitaker